# Amelius
Pour les articles homonymes, voir Amelius (homonymie).
Amelius Gentilianus est un philosophe néo-platonicien du IIIe siècle. Il est né entre 216 et 226 et décédé entre 290 et 300.

## Biographie
Né en Toscane, Amelius devient en 246 disciple de Plotin, auprès duquel il reste pendant plus de vingt ans, jusqu'en 269. Il va par la suite s'établir à Apamée, en Syrie. Il a composé plusieurs écrits qui ne nous sont pas parvenus.

## Source
- Marie-Nicolas Bouillet  et Alexis Chassang (dir.), « Amelius » dans Dictionnaire universel d’histoire et de géographie, 1878 (lire sur Wikisource)
- Richard Goulet, Dictionnaire des philosophes antiques, Paris, Éditions du CNRS, neuf volumes, 1989-2018.